# Ameerega braccata
Ameerega braccata е вид жаба от семейство Дърволази (Dendrobatidae). Видът е незастрашен от изчезване.

## Разпространение
Разпространен е в Бразилия.